# パンドラの箱 (映画)
『パンドラの箱』（パンドラのはこ、原題: Die Büchse der Pandora）は、1929年に製作・公開されたドイツの映画である。フランク・ヴェーデキントの戯曲『地霊』『パンドラの箱』（ルル二部作）の映画化であり、ゲオルク・ヴィルヘルム・パープストが監督、ハリウッドから招かれたルイーズ・ブルックスが主演した。パープスト監督とブルックスは続く『淪落の女の日記』（1929）でもコンビを組んでいる。

## キャスト
- ルル：ルイーズ・ブルックス
- ルートヴィヒ・シェーン教授：フリッツ・コルトナー
- アルヴァ（シェーン教授の息子）：フランツ・レデラー
- 切り裂きジャック：グスタフ・ディーズル

## スタッフ
- 監督：ゲオルク・ヴィルヘルム・パープスト
- 製作：ハインツ・ランズマン
- 脚本：ラディスラウス・ヴァイダ
- 撮影：ギュンター・クランプ
- 編集：ヨーゼフ・フライスラー
- 美術：アンドレイ・アンドレーエフ、ゴットリーブ・ヘッシュ
- 衣装：ゴットリーブ・ヘッシュ